# Принцип разделения интерфейса
Принцип разделения интерфейса (англ. interface segregation principle, ISP) — один из пяти принципов проектирования классов «SOLID» в объектно-ориентированном программировании.

## Определение
Роберт С. Мартин определил этот принцип так:
Программные сущности не должны зависеть от методов, которые они не используют.
Принцип разделения интерфейсов говорит о том, что слишком «толстые» интерфейсы необходимо разделять на более маленькие и специфические, чтобы программные сущности маленьких интерфейсов знали только о методах, которые необходимы им в работе. В итоге, при изменении метода интерфейса не должны меняться программные сущности, которые этот метод не используют.